# Type Junsen B
Le Type Junsen B (巡潜乙型潜水艦, Junsen Otsu-gata sensuikan) est un type de "croiseurs sous-marins" en service dans la marine impériale japonaise pendant la Seconde Guerre mondiale. Les sous-marins de Type B étaient similaires au Type A, à l'exception du fait que leur quartier général n'était pas installé.

## Variantes
Les sous-marins de Type B ont été divisés en quatre classes:
- Type-B (乙型（伊十五型）, Otsu-gata, classe I-15?)
- Type-B Mod.1 (乙型改一（伊四十型）, Otsu-gata Kai-1, classe I-40?)
- Type-B Mod.2 (乙型改二（伊五十四型）, Otsu-gata Kai-2, classe I-54?)
- Type-V22A (第5115号艦型, Dai-5115-Gō kan-gata, classe 5115e navire?). La classe de sous-marin "5115e navire" n’a pas été construite et est restée à l'état de conception.

### Type-B(classeI-15)

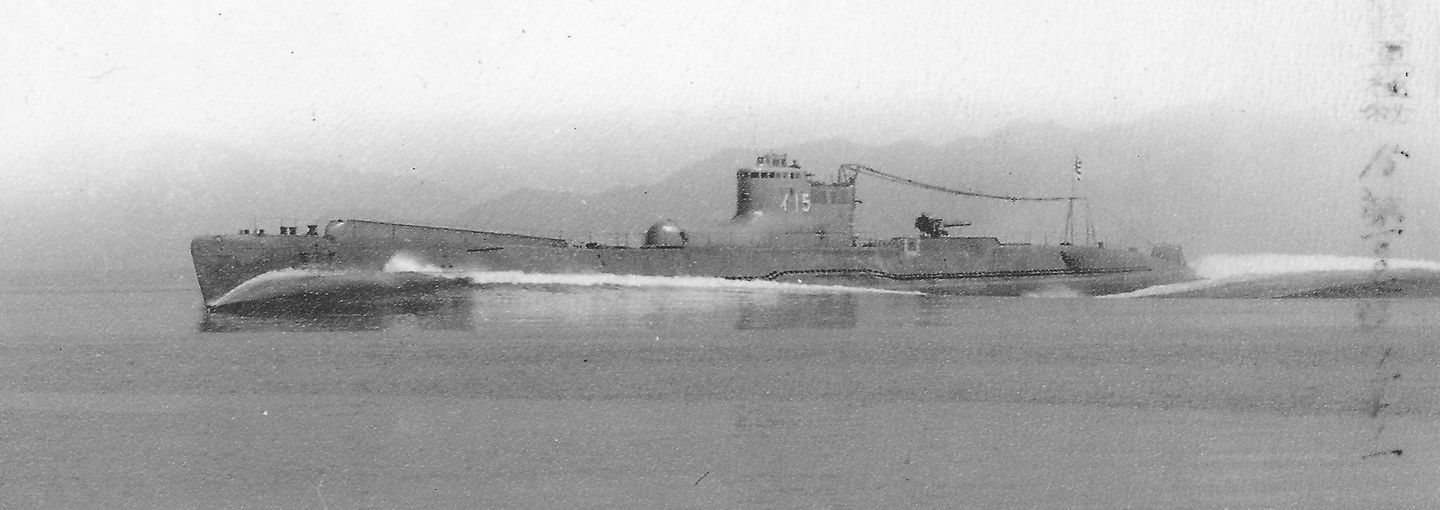
LI-15 le 15 septembre 1940.

Numéro de projet S37. Vingt bateaux ont été construits entre 1937 et 1944 dans le cadre du programme Maru 3 (coques 37 à 42) et du programme Maru 4 (coques 139 à 152).
| Numéro de coque | Nom  | Constructeur                            | Pose de la quille | Lancement  | Mise en service | Fait |
| 37              | I-15 | Arsenal naval de Kure                   | 25-01-1938        | 07-03-1939 | 30-09-1940      | Probablement perdu dans un accident ou coulé par une attaque ennemie près de Guadalcanal, après le 03-11-1942                                                                                                 |
| 38              | I-17 | Arsenal naval de Yokosuka               | 25-08-1937        | 12-11-1938 | 31-01-1941      | Coulé par le HMNZS Tui (en) et un avion de patrouille maritime à Nouméa (23° 26′ S, 166° 54′ E) le 19-08-1943                                                                                                 |
| 39              | I-19 | Mitsubishi Heavy Industries, Kobe       | 15-03-1938        | 16-09-1939 | 28-04-1941      | Coulé par l'USS Radford dans les îles Gilbert le 25-11-1943 |
| 40              | I-21 | Kawasaki Shipbuilding Corporation, Kobe | 07-01-1939        | 24-02-1940 | 15-07-1941      | Probablement perdu dans un accident ou coulé par une attaque ennemie près de Tarawa après le 27-11-1943 |
| 41              | I-23 | Arsenal naval de Yokosuka               | 08-12-1938        | 24-11-1939 | 27-09-1941      | Probablement perdu dans un accident ou coulé par une attaque ennemie près des îles d'Hawaï, après le 14-02-1942                                                                                               |
| 42              | I-25 | Mitsubishi Heavy Industries, Kobe       | 03-02-1939        | 08-06-1940 | 15-10-1941      | Coulé par l'USS Patterson au large des Nouvelles-Hébrides le 03-09-1943 |
| 43              |      |                                         |                   |            |                 | Annulé pour le budget naval du cuirassé de classe Yamato. |
| 139             | I-26 | Arsenal naval de Kure                   | 07-06-1939        | 10-04-1940 | 06-11-1941      | Probablement perdu dans un accident ou coulé par une attaque ennemie près des Philippines, après le 27-10-1944                                                                                                |
| 140             | I-27 | Arsenal naval de Sasebo                 | 05-07-1939        | 06-06-1940 | 24-02-1942      | Coulé par les HMS Paladin et HMS Petard dans les Maldives (0° 57′ N, 72° 16′ E) le 12-02-1944 |
| 141             | I-28 | Mitsubishi Heavy Industries, Kobe       | 25-09-1939        | 17-12-1940 | 06-02-1942      | Coulé par l'USS Tautog au nord de Rabaul (6° 30′ N, 152° 00′ E) le 17-05-1942 |
| 142             | I-29 | Arsenal naval de Yokosuka               | 20-09-1939        | 29-09-1940 | 27-02-1942      | Coulé par l'USS Sawfish au sud de l'île de Sabtang (20° 10′ N, 121° 50′ E) le 26-07-1944 |
| 143             | I-30 | Arsenal naval de Kure                   | 07-06-1939        | 17-09-1940 | 28-02-1942      | Coulé par une mine à Singapour le 13-10-1942 |
| 144             | I-31 | Arsenal naval de Yokosuka               | 06-12-1939        | 13-03-1941 | 30-05-1942      | Coulé par les USS Frazier et USS Edwards à l'île d'Attu le 13-05-1943 |
| 145             | I-32 | Arsenal naval de Sasebo                 | 20-01-1940        | 17-12-1940 | 26-04-1942      | Coulé par l'USS Manlove et l'USS PT-1135 au nord-est de l'atoll Wotje le 24-03-1943 |
| 146             | I-33 | Mitsubishi Heavy Industries, Kobe       | 01-02-1940        | 01-05-1941 | 10-06-1942      | Perdu dans un accident à Truk le 26-09-1942. Renfloué et réparé à partir du 29-12-1942. Ultérieurement perdu dans un autre accident à Iyo Nada le 13-06-1944. Renfloué et mis au rebut à partir du 28-06-1953 |
| 147             | I-34 | Arsenal naval de Sasebo                 | 09-01-1941        | 24-09-1941 | 31-08-1942      | Coulé par le HMS Taurus à l'île de Penang le 13-11-1943 |
| 148             | I-35 | Mitsubishi Heavy Industries, Kobe       | 02-09-1940        | 24-09-1941 | 31-08-1942      | Coulé par l'USS Meade et l'USS Frazier au sud de Tarawa le 22-11-1943 |
| 149             | I-36 | Arsenal naval de Yokosuka               | 04-12-1940        | 01-11-1941 | 30-09-1942      | Converti en Kaiten le 01-09-1944. Retiré du service le 30-11-1945, coulé comme cible au large des îles Gotō le 01-04-1946                                                                                     |
| 150             | I-37 | Arsenal naval de Kure                   | 07-12-1940        | 22-10-1941 | 10-03-1943      | Converti en Kaiten le 09-09-1944. Coulé par l'USS Conklin et l'USS McCoy Reynolds au nord des Palaos le 19-11-1944                                                                                            |
| 151             | I-38 | Arsenal naval de Sasebo                 | 19-06-1941        | 15-04-1942 | 31-01-1943      | Coulé par l'USS Nicholas à l'est de Luçon le 12-11-1944 |
| 152             | I-39 | Arsenal naval de Sasebo                 | 19-06-1941        | 15-04-1942 | 22-04-1943      | Coulé par l'USS Boyd à l'ouest de Makin (3° 10′ N, 171° 55′ E) le 16-11-1943 |
| 153             |      |                                         |                   |            |                 | Annulé pour le budget naval du cuirassé de classe Yamato. |

### Type-B Mod.1(classeI-40)

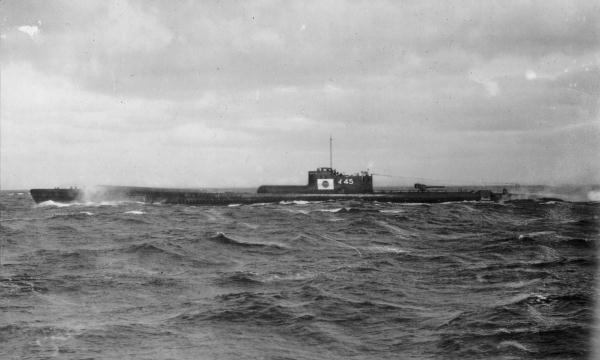
LI-45 en 1943.

Numéro de projet S37B. Six bateaux étaient prévus dans le cadre du programme Maru Kyū (coques 370 à 375), et tous ont été achevés. De l'extérieur, cette classe ressemblait à la classe I-15 ; cependant, ils ont été construits en acier à haute résistance et équipés de moteurs diesel de conception plus simple.
| Numéro de coque | Nom  | Constructeur              | Pose de la quille | Lancement  | Mise en service | Fait |
| --------------- | ---- | ------------------------- | ----------------- | ---------- | --------------- | --- |
| 370             | I-40 | Arsenal naval de Kure     | 18-03-1942        | 10-11-1942 | 31-07-1943      | Probablement perdu dans un accident, après le 22-11-1943 |
| 371             | I-41 | Arsenal naval de Kure     | 18-03-1942        | 10-11-1942 | 18-09-1943      | Coulé par l'USS Lawrence C. Taylor à l'ouest des Philippines (12° 44′ N, 130° 42′ E) le 12-11-1944 |
| 372             | I-42 | Arsenal naval de Kure     | 18-03-1942        | 10-11-1942 | 03-11-1943      | Coulé par l'USS Tunny au sud-ouest des Palaos (6° 40′ N, 134° 03′ E) le 23-03-1944 |
| 373             | I-43 | Arsenal naval de Sasebo   | 27-04-1942        | 25-10-1942 | 05-11-1943      | Coulé par l'USS Aspro au nord de Truk (12° 42′ N, 149° 17′ E) le 15-02-1944 |
| 374             | I-44 | Arsenal naval de Yokosuka | 11-06-1942        | 05-03-1943 | 31-01-1944      | Converti en Kaiten le 22-10-1944. Coulé par les USS Heermann, USS Uhlmann, USS Mertz, USS Collett et des avions de l'USS Bataan au nord-nord-ouest de Minamidaitō (12° 42′ N, 149° 17′ E) le 18-04-1945 |
| 375             | I-45 | Arsenal naval de Sasebo   | 15-07-1942        | 06-03-1943 | 28-12-1943      | Coulé par l'USS Whitehurst à l'est des Philippines le 28-10-1944 |

### Type-B Mod.2(classeI-54)

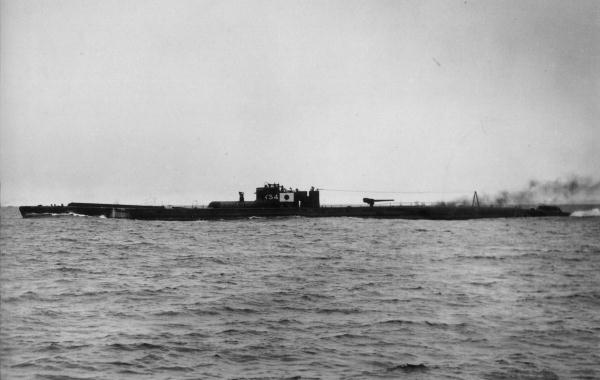
LI-54 en 1944.

Numéro de projet S37C. Vingt-et-un bateaux étaient prévus dans le cadre des programmes Maru Kyū (coques 627 à 636) et Kai-Maru 5 (coques 5101 à 5114). Dix-huit ont été annulés à la fin de 1943 au profit des sous-marins de Type E prévus pour 1945 mais jamais conçus.
| Numéro de coque | Nom  | Constructeur              | Pose de la quille | Lancement  | Mise en service | Fait |
| 627             | I-54 | Arsenal naval de Yokosuka | 01-07-1942        | 04-05-1943 | 31-03-1944      | - Coulé par l'USS Gridley et l'USS Helm à l'est des Philippines (10° 10′ N, 127° 28′ E) le 28-10-1944 ou - Coulé par l'USS Whitehurst à l'est des Philippines le 28-10-1944 |
| 629             | I-56 | Arsenal naval de Yokosuka | 29-09-1942        | 30-06-1943 | 08-06-1944      | Converti en Kaiten le 14-11-1944. Coulé par l'USS Hudson à l'île de Kume-jima (26° 22′ N, 126° 30′ E) le 05-04-1945                                                         |
| 631             | I-58 | Arsenal naval de Yokosuka | 26-12-1942        | 09-10-1943 | 07-09-1944      | Converti en Kaiten avant son achèvement. Retiré du service le 30-11-1945, coulé comme cible au large des îles Gotō le 01-04-1946                                            |
| 633 - 636       |      |                           |                   |            |                 | Annulés en 1943 |
| 5101 - 5114     |      |                           |                   |            |                 | Annulés en 1943 |

### Type V22A
Numéro de projet S49A. Dix-huit bateaux étaient prévus dans le cadre du programme Kai-Maru 5 (coques 5115 à 5132). Cependant, tous ont été annulés à la fin de 1943 au profit des sous-marin de Type E prévus pour 1945 mais jamais conçus.
| Numéro de coque | Nom | Constructeur | Pose de la quille | Lancement | Mise en service | Fait            |
| 5115 - 5132     |     |              |                   |           |                 | Annulés en 1943 |

## Caractéristiques
| Type                         | Type                         | Type-B (I-15) | Type-B Mod. 1 (I-40) | Type-B Mod. 2 (I-54) | Type V22A |
| Déplacement                  | Surface                      | 2 233 tonnes | 2 266 tonnes | 2 174 tonnes | 2 367 tonnes |
| Déplacement                  | Immersion                    | 3 713 tonnes | 3 759 tonnes | 3 688 tonnes | Inconnu |
| Longueur (hors-tout)         | Longueur (hors-tout)         | 108,70 mètres | 108,70 mètres | 108,70 mètres | 106,50 mètres (ligne de flottaison) |
| Faisceau                     | Faisceau                     | 9,30 mètres | 9,30 mètres | 9,30 mètres | 9,64 mètres |
| Tirant d'eau                 | Tirant d'eau                 | 5,14 mètres | 5,20 mètres | 5,19 mètres | 5,32 mètres |
| Profondeur                   | Profondeur                   | 7,90 mètres | 7,90 mètres | 7,90 mètres | Inconnu |
| Centrale électrique et arbre | Centrale électrique et arbre | 2 × Kampon Mk. 2 Model 10 diesels 2 hélices                                                                                               | 2 × Kampon Mk. 1A Model 10 diesels 2 hélices                                                                                              | 2 × Kampon Mk. 22 Model 10 diesels 2 hélices                                                                                              | 2 × Kampon Mk. 2 Model 10 diesels 2 hélices |
| Puissance                    | Surface                      | 12 400 chevaux-vapeur | 11 000 chevaux-vapeur | 4 700 chevaux-vapeur | 11 000 chevaux-vapeur |
| Puissance                    | Immersion                    | 2 000 chevaux-vapeur | 2 000 chevaux-vapeur | 1 200 chevaux-vapeur | 2 400 chevaux-vapeur |
| Vitesse                      | Surface                      | 23,6 nœuds (44 km/h) | 23,5 nœuds (44 km/h) | 17,7 nœuds (33 km/h) | 22,4 nœuds (41 km/h) |
| Vitesse                      | Immersion                    | 8,0 nœuds (15 km/h) | 8,0 nœuds (15 km/h) | 6,5 nœuds (12 km/h) | 8,0 nœuds (15 km/h) |
| Rayon d'action               | Surface                      | 14 000 milles marins (25 900 km) à 16 nœuds (30 km/h)                                                                                     | 14 000 milles marins (25 900 km) à 16 nœuds (30 km/h)                                                                                     | 21 000 milles marins (38 900 km) à 16 nœuds (30 km/h)                                                                                     | 14 000 milles marins (25 900 km) à 16 nœuds (30 km/h) |
| Rayon d'action               | Immersion                    | 96 milles marins (200 km) à 3 nœuds (6 km/h)                                                                                              | 96 milles marins (200 km) à 3 nœuds (6 km/h)                                                                                              | 105 milles marins (200 km) à 3 nœuds (6 km/h)                                                                                             | 80 milles marins (100 km) à 3 nœuds (6 km/h) |
| Profondeur d'essai           | Profondeur d'essai           | 100 mètres | 100 mètres | 100 mètres | 100 mètres |
| Carburant                    | Carburant                    | 774 tonnes | 814 tonnes | 842,8 tonnes | 735 tonnes |
| Équipage                     | Équipage                     | 94 | 94 | 94 | Inconnu |
| Armement (initial)           | Armement (initial)           | • 6 × tubes lance-torpilles avant de 533 mm • 17 × torpilles Type 95 • 1 × canon de 14 cm/40 Type 11e année • 2 × canons de 25 mm Type 96 | • 6 × tubes lance-torpilles avant de 533 mm • 17 × torpilles Type 95 • 1 × canon de 14 cm/40 Type 11e année • 2 × canons de 25 mm Type 96 | • 6 × tubes lance-torpilles avant de 533 mm • 19 × torpilles Type 95 • 1 × canon de 14 cm/40 Type 11e année • 2 × canons de 25 mm Type 96 | • 8 × tubes lance-torpilles avant de 533 mm • 16 × torpilles Type 95 • 1 × canon de 14 cm/40 Type 11e année • 4 × canons de 25 mm Type 96 • 8 × mines marine |
| Avion et installations       | Avion et installations       | • Catapulte et hangar • 1 × hydravion Watanabe E9W1 Slim                                                                                  | • Catapulte et hangar • 1 × hydravion Yokosuka E14Y2 Glen                                                                                 | • Catapulte et hangar • 1 × hydravion Yokosuka E14Y2 Glen                                                                                 | • Catapulte et hangar • 1 × hydravion à flotteurs |